# A Brit Birodalom Rendje
A Brit Birodalom Rendje (The Most Excellent Order of the British Empire) 1917. június 4-én V. György király által alapított brit lovagrend. A rendnek öt polgári és katonai fokozata van, a legmagasabb rangtól a legalacsonyabbig ezek a következők:
- Knight Grand Cross (GBE) vagy Dame Grand Cross (GBE) – lovag nagykereszttel
- Knight Commander (KBE) vagy Dame Commander (DBE) – lovagparancsnok
- Commander (CBE) – parancsnok
- Officer (OBE) – tiszt
- Member (MBE) – tag.

Csak a két legfelsőbb fokozat jár a lovagi cím megszerzésével, mely megtiszteltetés lehetővé teszi a kitüntetettnek a neve előtt a „Sir” (férfi esetén) vagy „Dame” (nő esetén) előtag használatát. A Nemzetközösséghez nem tartozó állampolgárok tiszteletbeli lovagi címeket kapnak, mely lehetővé teszi számukra a nevük utáni rövidítések használatát, de nem a nevük előtti címet. Ezek a tagok a rend tiszteletbeli tagjaként vannak számontartva és nem számítanak bele az egyes fokozatokhoz tartozó létszámkorlátba, ahogy a teljes tagok.
Létezik egy kapcsolódó British Empire Medal (Brit Birodalmi Érdemérem), melynek kitüntetettjei nem tagjai a rendnek, de mégis hozzá köthetők. Ezt az érdemérmet többé már nem adományozzák az Egyesült Királyságban és alárendelt területein, de a Cook-szigeteken és néhány más nemzetközösségi országban igen.
A rend jelmondata „Istenért és a Birodalomért” („For God and the Empire”). Ez a legújabb a brit lovagrendek közül, s több tagja van, mint bármely másiknak.

## Története
V. György király alapította a rendet, hogy megszüntessen egy hézagot a brit kitüntetési rendszerben: a Bath Rend kizárólag magas rangú tisztek és közszolgák kitüntetésére; a Szent Mihály és Szent György Érdemrend diplomaták kitüntetésére szolgált; míg a Királyi Viktória Rend azokat tüntette ki, akik személyesen szolgálták a királyi családot. V. György azt a sok ezer embert szerette volna kitüntetni, akik nem harci állásokban szolgáltak az első világháborúban. Eredetileg kizárólag egy osztálya volt, azonban 1918-ban az alapítása után nem sokkal szét lett bontva katonai és polgári fokozatokra.
Ez a lovagrend demokratikusabb jellegű, mint a zártkörűbb Bath Rend vagy a Szent Mihály és Szent György Érdemrend, és a kezdeti időkben ezért nem kapott nagy megbecsülést. (A „CBE” kezdőbetűkről gúnyosan azt tartották a „Covers Bloody Everything”, körülbelül „Minden fenét lefed” a helyes fordítása.) Ez azonban időközben megváltozott.

## Összetétel
A rend vezetője a mindenkori brit uralkodó, ő nevezi ki a rend összes többi tagját. (A szokásjog alapján a kormány tanácsára.) A második legmagasabb rangú személy a nagymester, belőlük három volt: Eduárd, walesi herceg (1917–1936), Mária királyné (1936–1953) és Fülöp edinburgh-i herceg (1953–2021).
A rend létszáma korlátozva van 100 nagykeresztes lovagra (Knight, illetve Dame Grand Cross), 845 lovagparancsnokra (Knight, illetve Dame Commander), és 8960 parancsnokra (Commander). Nincs megkötés a negyedik és ötödik fokozatba tartozók összlétszámára, de évente 858 tisztnél (Officer) és 1464 tagnál (Member) több nem nevezhető ki. A kinevezések az Egyesült Királyság és néhány Nemzetközösségi birtok kormányának tanácsára történik. A hagyomány alapján Anglia és Wales Legfelsőbb Bíróságának női bírái a rend lovagparancsnokai (Dame Commander) lesznek kinevezésük után. A férfi bírák azonban a Knight Bachelor – lovagrenden kívüli lovag – címet kapják.
Bár a Brit Birodalom Rendjének van nagyságrendileg a legtöbb tagja a brit lovagrendek közül, kevesebb lovagi kinevezés történnek, mint más lovagrendeknél. A legtöbb férfi lovagparancsnok (Knight Commander) tiszteletbeli tag vagy külföldön élő brit alattvaló, csak kevesen az Egyesült Királyság lakói. Másfelől a női lovagparancsnok (Dame Commander) a leggyakoribb női lovagi fokozat (és a legalacsonyabb rangú) a brit kitüntetési rendszerben, amit olyan körülmények közt adományozzák, amikor egy férfi Knight Bachelorré lenne ütve.
A legtöbb tag az Egyesült Királyság vagy más Nemzetközösségi birtok polgárai. Más országok polgárait is fel lehet venni a rendbe tiszteletbeli tagként. Ők nem számítanak bele a létszámkorlátokba, és a GBE, KBE és DBE fokozatúakat sem illeti meg a „Sir” vagy a „Dame” megszólítás. Később teljes jogú tagokká válhatnak, ha a Nemzetközösségi birtokok egyikében letelepednek.
A rend megalapításakor a Brit Birodalom Érdemrendje Érmet is létrehozták. 1922-ben átkeresztelték A Brit Birodalom Érdemérme névre. Azok, akiknek odaadományozzák érdemérmet, s nem tagjai a rendnek magának, a polgári és katonai osztályokba csoportosítják. Csak az alacsony rangú kormánytisztviselők és katonatisztek kapják, a magasabb rangú tiszteket közvetlenül a rendbe nevezik. Az Egyesült Királyság kormány 1992 óta nem tanácsolta az érdemérem odaítélését, ugyanakkor néhány nemzetközösségi tag folytatja a gyakorlatot.
A rendnek hat tisztviselője van: a prelátus, az esperes, a titkár, az irattáros (Registrar), a címerkirály és a szertartásmester. A londoni érsek, az anglikán egyház egyik magas rangú érseke szolgál a rend prelátusaként. A Szent Pál-székesegyház esperese hivatalból a rend esperese is. A rend címerkirálya nem tagja a College of Arms-nak, mint más címertani tisztviselők. A szertartásmester Gentleman Usher of the Purple Rod címen is ismert, ő a térdszalagrendi párjával, a Gentleman Usher of the Black Roddal szemben nem tölt be semmilyen szolgálatot a Lordok Házában.

## Fordítás
- Ez a szócikk részben vagy egészben  az   Order of the British Empire című angol Wikipédia-szócikk ezen változatának fordításán alapul.  Az eredeti cikk szerkesztőit annak laptörténete sorolja fel. Ez a jelzés csupán a megfogalmazás eredetét és a szerzői jogokat jelzi, nem szolgál a cikkben szereplő információk forrásmegjelöléseként.